# حرب الإصلاح
حدثت حرب الإصلاح في المكسيك خلال فترة الجمهورية الفيدرالية المكسيكية الثانية، وكانت حربًا أهلية استمرت ثلاث سنوات (1857 - 1860) بين أعضاء من الحزب الليبرالي، الذين تولوا السلطة عام 1855 وفق خطة أيوتيلا، وأعضاء من الحزب المحافظ، الذين رفضوا شرعية الحكومة وإعادة هيكلتها بصورة متطرفة للقوانين المكسيكية التي تدعى لا ريفورما (الإصلاح). أراد الليبراليون إبعاد الكنيسة الكاثوليكية عن السلطة السياسية والاقتصادية والزراعية، بالإضافة إلى تقليص دور الجيش المكسيكي. كان كل من الكنيسة الكاثوليكية والجيش المكسيكي محميًا بسبب امتيازات الشركات أو المؤسسات التي رُسّخت في حقبة الاستعمار. أراد المحافظون حكومة مركزية، حتى أن بعضهم أراد حكمًا مَلَكيًا مع احتفاظ الكنيسة الكاثوليكية والجيش المكسيكي بسلطتيهما ودورهما التقليدي، ومحافظة نخبة من التجار على سيطرتهم على الأغلبية المختلطة عرقيًا وسكان المكسيك المحليين.
تفاقم هذا الصراع إلى حرب أهلية واسعة عندما بدأ الليبراليين، الذين كانوا حينها مسيطرين على الحكومة بعد عزل أنتونيو لوبيز دي سانتا آنا، بتطبيق سلسلة من القوانين المصممة لتعرية الكنيسة والجيش -وخاصة الكنيسة- من امتيازاتهما وملكياتهما. فرض الليبراليون سلسلة من القوانين المنفصلة مطبقين بذلك رؤيتهم للمكسيك، ثم أعلنوا دستور عام 1857 الذي أعطى قوة دستورية لبرنامجهم. تأججت مقاومة المحافظين على ذلك بخطة تاكوبايا التي عزلت حكومة الرئيس إغناسيو كومونفرت بانقلاب، وتولى المحافظون السيطرة على مدينة مكسيكو، مجبرين بذلك الليبراليين على نقل حكومتهم إلى مدينة فيراكروز. سيطر المحافظون على العاصمة وجزء كبير من مركز المكسيك، بينما وجب على باقي الولايات أن تختار بين أن تكون إلى جانب حكومة المحافظين بقيادة فيليكس زولواغا، أو إلى جانب حكومة الليبراليين بقيادة بينيتو خواريز.
كان الليبراليون تنقصهم الخبرة العسكرية، لذلك خسروا معظم معاركهم الأولى، لكن انقلب الحال عندما فشل المحافظون مرتين بالاستيلاء على حصن الليبراليين في مدينة فيراكروز. اعترف رئيس حكومة الولايات المتحدة جيمس بوتشانان بنظام خواريز في أبريل من عام 1859، وفاوضت الولايات المتحدة حكومة خواريز على معاهدة مكلاني أوكامبو التي لو أُبرِمت، كانت ستعطي النظام الليبرالي نقودًا، لكنها تضمن أيضًا حقوق عبور للولايات المتحدة عبر الأراضي المكسيكية. تتالت انتصارات الليبراليين بعد ذلك حتى استسلمت قوات المحافظين في ديسمبر من عام 1860. رغم خسارة قوات المحافظين الحرب، بقيت حرب العصابات نشيطة في الريف لسنوات لاحقة، وبعد ذلك، تآمر المحافظون في المكسيك مع القوات الفرنسية لتنصيب ماكسيميليان إمبراطورًا خلال التدخّل الفرنسي في المكسيك الذي تلا ذلك.

## الليبراليون ضد المحافظين في المكسيك ما بعد الاستقلال
بعد نهاية حرب استقلال المكسيك، كان البلد مقسّمًا بشدة في الوقت الذي كان يحاول فيه أن يتعافى بعد ما يزيد عن عقد من القتال. فمنذ عام 1821 وحتى عام 1857، حكمت البلد 50 حكومة مختلفة. يشمل ذلك دكتاتوريات، وحكومات جمهورية دستورية، وحكم ملكي.
كان الانقسام السياسي متمثلًا بمجموعتين هما: الليبراليون والمحافظون. بدأت الحركات السياسية الليبرالية من خلال لقاءات سرية للماسونية. سمحت الطبيعة السرية للمجتمع بإجراء حوار سياسي سري. فضّل المحافظون إنشاء حكومة مركزية قوية في ظل وجود نظام حكم ملكي شبيه بأوروبا. وفضّل المحافظون أيضًا حماية العديد من العادات الموروثة من فترة الاستعمار، بما في ذلك الضرائب والاستثناءات القانونية للكنيسة الكاثوليكية والجيش، بينما فضّل الليبراليون إنشاء جمهورية فيدرالية مبنية على أفكار قادمة من حركة التنوير الأوروبية، وفضّلوا أيضًا الحد من امتيازات الكنيسة والجيش. حتى نهاية فترة الإصلاح، سيطرت هاتان الفئتان على تاريخ المكسيك، إذ كانتا تتنافسان على الحكم وتقاتلان ضد الغزو الأجنبي في نفس الوقت. تُعرف حقبة الإصلاح في تاريخ المكسيك بأنها قد امتدت من عام 1855 وحتى عام 1876.